# فرانك إي. جونسون
فرانك إي. جونسون (بالإنجليزية: Frank E. Johnson)‏ هو مصور سينمائي ومخرج أمريكي، ولد في 1950.

## وصلات خارجية
- فرانك إي. جونسون على موقع IMDb (الإنجليزية)
- فرانك إي. جونسون على موقع ألو سيني (الفرنسية)
- فرانك إي. جونسون على موقع أول موفي (الإنجليزية)
- فرانك إي. جونسون على موقع قاعدة بيانات الأفلام السويدية (السويدية)
- فرانك إي. جونسون على موقع كينوبويسك (الروسية)